# Flotylla Dońska

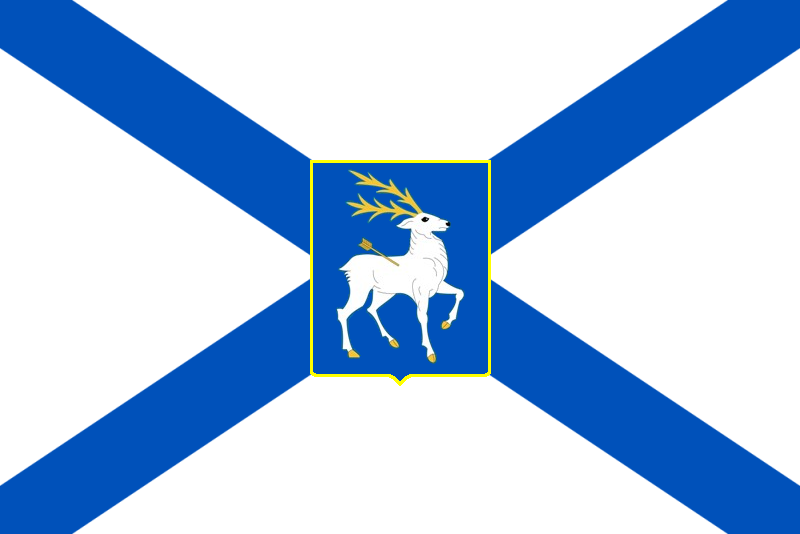
Bandera Flotylli Dońskiej

Flotylla Dońska (ros. Донская флотилия) – flotylla rzeczna białych Kozaków dońskich podczas wojny domowej w Rosji.
Na początku 1918 r. Zarząd Wojskowo-Morski Republiki Dońskiej opracował plan utworzenia bojowej flotylli rzecznej na Donie. Było to związane z tym, że wzdłuż rzeki były rozłożone prawie wszystkie ważniejsze stanice Kozaków dońskich i stąd pełniła ona rolę głównej arterii komunikacyjnej. W marcu 1918 r. z inicjatywy inżyniera-mechanika por. Anatolija G. Gierasimowa, kpt. 1 rangi Podgornego i kontradm. Iwana A. Kononowa, dowodzącego siłami rzecznymi Armii Dońskiej, została sformowana Flotylla Dońska. Na jej czele stanął por. A. G. Gierasimow, od października 1918 r. gen. lejt. K. W. Ogłobliński, a następnie kontradm. Siemion S. Fabricki. Funkcję szefa sztabu sprawował por. Borys J. Ilwow, a następnie kpt. 2 rangi W. W. Giernet. Rzeczne statki parowe (parochody) uzbrojono w działa (m.in. działa morskie z Sewastopola) i karabiny maszynowe. W skład flotylli weszły początkowo następujące jednostki pływające: jacht oceaniczny „Пернач” (stacjonował na nim sztab flotylli), rzeczne parochody „Донец”, „Кубанец”, „Цымла”, „Вольный казак” i „Новочеркасск” oraz 4 lub 5 kutrów motorowych ochraniających tereny połowowe („Генерал Бакланов”, „Казачка”, „Ворон”, „Атаман Каледин”). W późniejszym okresie do składu flotylli doszły morskie kanonierki „Христофор”, ”Сосиэте”, „Эльпидифор”, „Nr 1", „Nr 2" i „Nr 3". Ze stanu flotylli spisano parochody „Цымла” i „Вольный казак” oraz kutry „Генерал Бакланов” i „Ворон”. Prawdopodobnie utworzono też dywizjon hydroplanów. Statki flotylli wspierały działania wojenne Armii Dońskiej. Rzeczne parowce zasłużyły się szczególnie podczas walk o stanice Cymlianskaja i Niżnie-Kurmojarskaja. Natomiast morskie kanonierki transportowały z portów krymskich i rumuńskich działa, samoloty i inne uzbrojenie wraz z wyposażeniem wojskowym. Pod koniec lutego 1919 r. flotylla została zreorganizowana. Podzielono ją na pięć dywizjonów: trzy rzeczne i 2 morskie:
- 1 dywizjon: „K-1”, „K-2 Донец”, „K-3” i „K-4 Кубанец”,
- 2 dywizjon: „K-5”, „K-6 Богатырь”, „K-7”, „K-8 Ростов” i parochod holowniczy,
- 3 dywizjon: „K-9 Каледин”, „K-10 Ваня”, „K-11 Гельвеция” i „K-12 Амалия”,
- 4 dywizjon: „К-14 Амур”, „К-15 Парамонов”, „K-16”, „K-17” i parochod holowniczy,
- 5 dywizjon: „К-18 Колхида”, „К-19 Донские гирла” i „К-20".

W maju tego roku przeszła kolejną reorganizację, w wyniku której liczba dywizjonów wzrosła do ośmiu. 9 maja została nazwana „Morskimi i Rzecznymi Siłami Donu”, które składały się z Oddziału Morskiego, Oddziału Rzecznego i Flotylli Transportowej. Całość sił podlegała naczelnikowi Zarządu Morskiego Sił Zbrojnych Południa Rosji. Wkrótce Dońska Flotylla Transportowa zyskała samodzielność. Szlak bojowy Flotylli Dońskiej zakończył się wiosną 1919 r., kiedy doszła ona do ujścia Donu do Zatoki Taganroskiej. Tym samym z wojsk bolszewickich została oczyszczona cała linia rzeki. Część załóg i część statków zostały przetransportowane na rzekę Wołgę i Dniepr, gdzie posłużyły jako baza do sformowania nowych flotylli rzecznych. Natomiast oddział morski wraz z częścią statków rzecznych utworzył Oddział Statków Specjalnego Przeznaczenia, działający przy wybrzeżu Morza Azowskiego.